# Symphonie no 1 de Henze
Pour les articles homonymes, voir Symphonie no 1.
La Symphonie no 1 est la première des dix symphonies du compositeur allemand Hans Werner Henze.

## Historique
La première version a été écrite en 1947 alors que le compositeur avait 21 ans et qu'il était encore étudiant à Heidelberg. La création devait en être faite cette même année à Darmstadt, mais la partie orchestrale, manuscrite, était devenue illisible après reproduction et seul, le mouvement lent a pu être donné. La première de l'intégralité de l'œuvre a été donnée un an plus tard en 1948 sous la direction du musicien.
Henze en fait une révision substantielle en 1963, conservant l'essentiel du mouvement lent. Le quatrième mouvement disparaît et le tout est réécrit pour un effectif plus réduit (orchestre de chambre). Une troisième version est éditée en 1991 et une quatrième en 1999 et en 2005. Cette dernière est connue sous le nom de Kammerkonzert 05 et est une commande de l'orchestre d'état bavarois pour le quatre-vingtième anniversaire du musicien. Elle a été créée à Munich le 6 juillet 2006.

## Structure
Les éditions de 1963 et postérieures comportent trois mouvements :
1. Allegretto con grazia ;
2. Notturno ;
3. Allegro con moto.

Son exécution demande un peu plus d'un quart d'heure (version 1963).

## Enregistrements
Henze a dirigé lui-même un enregistrement en 1965 de l'œuvre (dans sa version 1963) avec l’orchestre philharmonique de Berlin.